# Sixten Jernberg
Edy Sixten Jernberg, švedski smučarski tekač, * 6. februar 1929, Malung, † 14. julij 2012.